# Martin Odersky
Martin Odersky (5 settembre 1958) è un informatico tedesco e professore di metodi di programmazione all'École Polytechnique Fédérale de Lausanne (EPFL) in Svizzera. 
È specializzato in analisi del codice e linguaggi di programmazione. Ha progettato con l'aiuto di altri il linguaggio di programmazione Scala e Generic Java.
Nel 1989 ha ottenuto il dottorato di ricerca al Politecnico federale di Zurigo sotto la supervisione di Niklaus Wirth, meglio conosciuto come progettista di diversi linguaggi di programmazione, tra cui Pascal. Ha svolto attività di post-dottorato presso IBM e Yale University.
Nel 1997, ha implementato il compilatore GJ, e la sua implementazione è diventata la base di javac, il compilatore Java.
Nel 2002, ha iniziato a lavorare su Scala, che ha avuto la prima release pubblica nel 2003.
Nel 2007 è stato nominato Fellow dell'Association for Computing Machinery .
Il 12 maggio 2011, Odersky e collaboratori hanno lanciato Typesafe Inc. (ribattezzata Lightbend Inc., febbraio 2016), una società per fornire supporto commerciale, formazione e servizi per Scala. 

Insegna tre corsi sulla piattaforma Coursera: Functional Programming Principles in Scala, Functional Program Design in Scala and Programming Reactive Systems.